# 영산호
영산호(榮山湖)는 영산강 하구 일대에 하구둑을 지어 오른쪽에 제방을 쌓아 막은 인공호수다. 영산강 하구둑이 축조되기 전에는 영산호 지역은 바다였으나 더 이상 바닷물이 올라오지 않게 되어 영산강의 일부가 되었다. 영암호와의 연결 수로가 존재한다. 영암호는 다시 수로를 통해 금호호로 연결된다. 영산강 하굿둑의 영산강 통선문이나 영암호 통선문을 이용해 작은 배가 영산강과 황해를 오갈 수 있다.

## 역사
영산강 지구 종합개발 계획 2단계 핵심 사업의 일환으로 목포시 삼향동과 영암군 삼호면 나불리 사이의 길이 4,351m, 높이 20m의 하구둑이 건설됨으로써 등장된 담수호이다.
본래 영산강 유역은 홍수의 위험성이 매우 높은데다 밀물때는 바닷물이 나주시까지 올라가면서 만성적인 염해의 피해를 겪었던 지역이다.
그러나 영산호의 등장으로 자연재해로부터 벗어날 수 있었음은 물론 영산강 하구 일대의 2만700ha의 농경지에 농업용수를 공급, 5만6000t의 미곡 증산과 3,250ha의 새로운 농경지를 조성할 수 있게 되었다. 국민 관광지로 지정된 영산호는 연간 많은 관광객이 찾아 드는 호남 남부지방의 관광 명소로 잘 알려져 있다.

## 참고 문헌
- 『전라남도지(全羅南道誌)』(전라남도지편찬위원회, 1983)